# Målmand (håndbold)
 For alternative betydninger, se Målmand (flertydig). (Se også artikler, som begynder med Målmand)
En målmand i håndbold (officielt en målvogter jævnfør Dansk Håndbold) er den spiller på holdet, der, når hans/hendes hold forsvarer sig, som den eneste må befinde sig inden for 6 meter feltet og i øvrigt må berøre bolden med alle dele af kroppen inden for dette felt. Hvis målmanden bevæger sig uden for feltet, har han/hun ikke særlige rettigheder i forhold til de øvrige spillere på holdet. For at gøre det tydeligt for alle, hvem målmanden er, skal denne have tøj på med farver, der tydeligt er forskellige fra resten af holdets.
Man hører mange gange, at en god målmand alene kan betyde forskellen på succes og fiasko for et håndboldhold. Sandheden er dog, at målmanden er meget afhængig af et velfungerende forsvar, der kan være med til at gøre målmandens opgave lettere. Hvis forsvaret er påpasselige og holder angriberne fra at bryde igennem til alt for åbne chancer, og hvis forsvaret holder parader på skud fra bagspillerne, har målmanden langt større chancer for at få fat i de skud, der uundgåeligt kommer.
En målmand kan også deltage i angrebsspillet, typisk i forbindelse med lange udkast efter redninger eller andre misbrugte forsøg fra modstanderne. Samarbejdet mellem målmanden og specielt fløjspillerne trænes derfor intensivt, så udkastene rammer præcist og dermed muliggør scoringer på kontraangreb. Undertiden kan en målmand score i forbindelse med sådan et langt udkast, hvis modstandernes målmand fokuserer for meget på at forhindre afleveringen til fløjspilleren, eller hvis modstanderens målmand er uopmærksom. Ind imellem ses det også, at et hold vælger at tage målmanden (eller oftere: en markspiller med en overtræksbluse på som erstatning for den egentlige målmand) med i et angreb. Dette kan indebære den risiko, at hvis modstanderne får fat i bolden, kan de kaste den direkte ned i det tomme mål.
En god målmand er fokuseret, modig, smidig og har gode reaktionsevner.

## Kendte målmænd

### Herrer
- Kasper Hvidt  Danmark
- Peter Henriksen  Danmark
- Niklas Landin  Danmark
- Peter Nørklit  Danmark
- Michael Bruun  Danmark
- Mogens Jeppesen  Danmark

- Henning Fritz  Tyskland
- Vlado Šola  Kroatien
- David Barrufet  Spanien
- Thierry Omeyer  Frankrig
- Peter Gentzel  Sverige

### Damer
- Karin Mortensen  Danmark
- Christina Pedersen  Danmark
- Louise Bager Due  Danmark
- Althea Reinhardt  Danmark
- Christina Elm  Danmark
- Rikke Schmidt  Danmark
- Lene Rantala  Danmark
- Susanne Munk Lauritsen  Danmark
- Sandra Toft  Danmark
- Cecilie Leganger  Norge
- Katrine Lunde Haraldsen  Norge
- Heidi Tjugum  Norge
- Bárbara Arenhart  Brasilien
- Cecilie Greve  Danmark
- Rikke Poulsen  Danmark
- Gitte Sunesen  Danmark
- Chana Masson  Brasilien
- Valerie Nicolas  Frankrig
- Kari Aalvik Grimsbø  Norge
- Amandine Leynaud  Frankrig
- Mayssa Pessoa  Brasilien
- Tess Wester  Holland
- Paula Ungureanu  Rumænien
- Søs Søby  Danmark
- Cléopâtre Darleux  Frankrig
- Mette Iversen Sahlholdt  Danmark